# Lokomotivček Tomaž in prijatelji
Lokomotivček Tomaž in prijatelji, poznan tudi kot Lokomotivček Tomaž oz Tomaž in prijatelji (izvirno angleško Thomas & Friends oz Thomas the Tank Engine & Friends) je britanska otroška televizijska serija, ki jo je ustvarila Britt Allcroft. Na podlagi serije The Railway, ki sta jo napisala Wilbert Awdry in pozneje njegov sin Christopher, spremlja pustolovščine antropomorfizirane parne lokomotive Tomaža na izmišljenem otoku Sodor s kolegi lokomotivami Edvardom, Henrikom, Gorazdom, Jakobom, Poldijem in številnimi drugimi antropomorfiziranimi vozili.